# Księżyce
Pour l’article homonyme, voir Księżyce (Środa Śląska).
Księżyce est une localité polonaise de la gmina de Wiązów, située dans le powiat de Strzelin en voïvodie de Basse-Silésie.